# جغرافيا عاطفية
تعد الجغرافيا العاطفية موضوعًا فرعيًا في إطار الجغرافيا البشرية، حيث تتعامل مع العلاقات بين العواطف والمكان، وعلى وجه الخصوص الكيفية التي تتعلق أو تتأثر بها العواطف البشرية بالبيئة المحيطة بها.